# Oslinaja sjkura
Oslinaja sjkura (russisk: Ослиная шкура) er en sovjetisk spillefilm fra 1982 af Nadesjda Kosjeverova.

## Medvirkende
- Vladimir Etusj som Gaston IX
- Svetlana Nemoljaeva som Gorgette
- Vera Novikova som Theresa
- Aleksandr Galibin som Jacques
- Zinovij Gerdt